# MApEC
Die MApEC (Multimedia Applications in Education Conference) ist eine internationale wissenschaftliche Konferenz in Graz zum Thema Multimediaanwendungen im Bildungssektor.
Die Konferenz wurde vom Studiengang Informationsmanagement der FH Joanneum organisiert und fand 2004 und 2006 jeweils Anfang September statt.
2006 wurde der Best Paper Award verliehen, die Preise wurden von Österreichs First Lady Margit Fischer überreicht.

## Keynote-Sprecher 2006
- Orit Hazzan, Technion, Israel
- Ulrike Petersen, Fraunhofer-Institut für Autonome Intelligente Systeme, Deutschland
- Jimmy Wales, Wikimedia Foundation, USA

## Keynote-Sprecher 2004
- Mohammed Abdel-Hafez, United Arab Emirates University, Vereinigte Arabische Emirate
- David Cavallo, MIT Media Lab, USA
- Michael Haller, FH Hagenberg, Österreich
- Michael G. Wagner, Donau-Universität Krems, Österreich